# Le Castellard-Mélan
Le Castellard-Mélan (até 2010: Le Castellard-Melan) é uma comuna francesa na região administrativa da Provença-Alpes-Costa Azul, no departamento dos Alpes da Alta Provença. Estende-se por uma área de 25,74 km². Em 2010 a comuna tinha 64 habitantes (densidade: 2,5 hab./km²).